# 張項線
張項線或譯長項線（1947年2月22日—），韓國男演員。常見錯譯為「張航善」。因高中時期經常搭乘長項線通學，於是以此作為藝名。

## 演出作品

### 電視劇
- 1995年：SBS《沙漏》
- 2000年：SBS《黃龍的大地》
- 2000年：KBS《太祖王建》飾演 王平达
- 2000年：MBC《黃金時代》
- 2001年：SBS《守護天使》
- 2002年：KBS《冬季戀歌》飾演 金班長
- 2002年：KBS《尋求陽光》飾演 沈達根
- 2003年：SBS《男人香氣》
- 2003年：KBS《迷迭香》飾演 申仁植
- 2004年：SBS《小島老師》
- 2005年：MBC《金藥局的女兒們》
- 2005年：SBS《三葉草》
- 2006年：KBS《首爾1945》
- 2006年：SBS《戀人》飾演 白宗代
- 2006年：SBS《渊盖苏文》飾演 长孙无忌
- 2007年：MBC《太王四神記》飾演 黑蓋
- 2008年：tvN《角力》飾演 姜觀張
- 2009年：KBS《男人的故事》
- 2010年：SBS《濟眾院》飾演 黃正父
- 2011年：KBS《麵包王金卓求》飾演 八峰老師
- 2010年：SBS《我是傳說》飾演 高鎮培
- 2011年：KBS《重案組》飾演 金都振
- 2011年：JTBC《噗通噗通… 他和她的心跳聲》飾演 智娜父親
- 2011年：Channel A《蔬菜店的小夥子》飾演 鄭久光
- 2012年：Channel A《陌生人6》飾演 朴世鎮
- 2014年：KBS《Big Man》飾演 趙華秀
- 2014年：MBC《傲慢與偏見》飾演 劉大基
- 2021年：tvN《Voice 4》飾演 东方轩烨
- 2022年：MBC《秘密之家》飾演 南興植
- 2023年：ENA《纸之月》饰演 朴炳植

### 電影
- 2000年：《反則王》
- 2000年：《漂流慾室》
- 2003年：《Oh! Happy Day》
- 2003年：《愛在繽紛季節》
- 2004年：《浪漫鬼屋》
- 2004年：《甘先生的勝利》
- 2005年：《王的男人》
- 2006年：《錯過愛情》
- 2006年：《強力三班》
- 2007年：《高招對決》
- 2007年：《七日綁票令（朝鲜语：세븐 데이즈 (2007년 영화)）》飾演 事務長
- 2009年：《陷阱》
- 2011年：《媽媽》
- 2018年：《边山》饰演 赫洙的父亲

## 外部連結
- NAVER （页面存档备份，存于）